# Pseudolycopodiella krameriana
Pseudolycopodiella krameriana är en lummerväxtart som först beskrevs av B. Øllg och fick sitt nu gällande namn av B. Øllg. Pseudolycopodiella krameriana ingår i släktet Pseudolycopodiella och familjen lummerväxter. Inga underarter finns listade i Catalogue of Life.